# Les Nouvelles Vierges
Pour plus de détails, voir Fiche technique et Distribution.
Les Nouvelles Vierges (Our Dancing Daughters) est un film américain de Harry Beaumont sorti en 1928.

## Synopsis
Diana Medford dit la dangereuse, est extérieurement flamboyante et populaire extérieurement mais intérieurement elle se sent vertueuse et idéaliste prenant ses parents de haut en leur disant de ne pas sortir tard. Son amie Ann court après les garçons pour leur argent et est aussi amorale que sa mère. Diana et Ann sont toutes deux attirées par Ben Blaine, celui-ci prend le comportement coquet de Diana avec d'autres garçons comme un signe de son manque d'intérêt pour lui et épouse Ann, qui a menti sur ses vertus. Bea, une amie commune de Diana et d'Ann, rencontre également et épouse un riche prétendant nommé Norman qui l'aime mais est hanté par son passé.
Diana est désemparée pendant un moment par les mariages de ses amies au passé douteux. Elle décide de s'en aller et Bea organise une fête de bon voyage au yacht club à laquelle Ben refuse d'assister, de même qu'Ann. Le même soir, elle espère retrouver son amant, Freddie, et dit à son mari qu'elle va voir sa mère malade. Lorsque celle-ci appelle pour prendre de ses nouvelles, Ben se rend compte qu'Ann lui a menti une fois de plus. Ils se disputent et Ann part en trombe pour rejoindre Freddie.
Maintenant seul, Ben décide de s'arrêter à la fête où lui et Diana ont réalisé leur amour l'un pour l'autre. Pendant ce temps, Ann, ivre, suit Freddie à la fête et trouve Ben et Diana seuls dans une pièce tranquille. Elle provoque un tollé, après quoi Diana et Ben quittent la fête en déclarant leur amour, mais en se disant finalement au revoir l'un à l'autre.
Norman arrive à la fête qui s'étiole et trouve Bea en train d'aider Ann, en état d'ébriété, à rentrer chez elle. En sortant, Ann se moque d'un trio de femmes de ménage et réfléchit à la stratégie de recherche d'or de sa mère et d'elle-même. Distraite, elle trébuche et fait une chute mortelle dans les escaliers. Les gros titres annoncent le retour de Diana au pays après deux ans d'absence, et les retrouvailles heureuses avec Ben.

## Fiche technique
- Titre : Les Nouvelles Vierges
- Titre original : Our Dancing Daughters
- Réalisation : Harry Beaumont, assisté de Harold S. Bucquet
- Scénario : Josephine Lovett, d'après une histoire de Josephine Lovett
- Photographie : George Barnes
- Montage : William Hamilton et Margaret Booth (non créditée)
- Musique : William Axt (non crédité)
- Direction artistique : Cedric Gibbons
- Costumes : David Cox
- Production : Hunt Stromberg
- Société de production : MGM
- Pays d'origine :  États-Unis
- Format : Noir et blanc - 35 mm - 1,20:1 - Son : Mono (Western Electric Sound System) (partition musicale et effets sonores) - Muet
- Genre : Drame
- Durée : 84 min
- Dates de sortie : 
  -  États-Unis : 1er septembre 1928

## Distribution
- Joan Crawford : Diana 'Di' Medford
- Johnny Mack Brown : Ben Blaine
- Nils Asther : Norman
- Dorothy Sebastian : Beatrice 'Bea'
- Anita Page : Ann 'Annikins'
- Kathlyn Williams : La mère d'Ann
- Edward J. Nugent : Freddie
- Dorothy Cumming : La mère de Diana
- Huntley Gordon : Le père de Diana
- Evelyn Hall : La mère de Freddie
- Sam De Grasse : Le père de Freddie

Acteurs non crédités
- Lydia Knott : une femme de ménage
- Gordon Westcott : un ami de Diana

## Distinctions
Le film a été nommé pour deux Oscars: meilleure adaptation pour Josephine Lovett, et meilleure photographie pour George Barnes.